# François Grisé
François Grisé est un comédien, un pédagogue, un chercheur et le directeur artistique et administratif fondateur de l'organisation Un et un font mille.

## Biographie
Formé en interprétation à l'école de théâtre du Cégep de Saint-Hyacinthe, François Grisé cumule aussi une solide expérience en coaching, en enseignement de la voix et du mouvement. Il a notamment été professeur au Conservatoire d'art dramatique de Montréal, au Conservatoire de musique de Gatineau et à l'École de théâtre professionnel du Collège Lionel-Groulx.
Comme acteur, on a pu le voir dans le premier téléroman franco-ontarien FranCœur, sur les planches dans plusieurs productions du Théâtre Le Boléro et aussi dans la pièce Tout inclus (2019-2022) dont il est aussi l'auteur.

## Théâtre
- Les Femmes savantes : Clitandre
- Les Nuits blanches : Piotr Verchovensky
- Les Démons : Piotr Verchovensky
- Eh Vian! Dans La Gueuele... : Plantine/Various
- Fantômes de Fantasmes : The Knight
- Peter Pan : Peter Pan
- Huis clos : The Boots

## Télévision
- FranCœur : Laurent Dorval
- Montréal P.Q. : ???
- Scoop : ???
- Passeport : ???
- C'est Moi Qui Décide : ???
- Volt : Animateur (140 épisodes)

## Radio
- Hail, Galarneau : Narration